# کیپلز (ویرجینیای غربی)
کیپلز (به انگلیسی: Capels) یک منطقهٔ مسکونی در ایالات متحده آمریکا است که در شهرستان مک‌داول، ویرجینیای غربی واقع شده‌است. کیپلز ۳۹۸٫۹۹ متر بالاتر از سطح دریا واقع شده‌است.